# 442 Eichsfeldia
442 Eichsfeldia (mednarodno ime je 442 Eichsfeldia) je  asteroid tipa C (po Tholenu) oziroma Ch (po SMASS) v glavnem asteroidnem pasu.

## Odkritje
Asteroid sta odkrila nemška astronoma Max Wolf (1836–1932) in Arnold Schwassmann (1870–1964) 13. septembra 1898. Izvor imena ni znan.

## Značilnosti
Asteroid Patricia obkroži Sonce v 3,59 letih. Njegov tir ima izsrednost 0,072, nagnjen pa je za 6,065 ° proti ekliptiki. Njegov premer je 66,73 km, okrog svoje osi pa se zavrti v 11,871 urah.